# Пібоді (Канзас)
Пібоді (англ. Peabody) — місто (англ. city) в США, в окрузі Меріон штату Канзас. Населення — 937 осіб (2020).

## Географія
Пібоді розташоване за координатами 38°10′7″ пн. ш. 97°6′15″ зх. д. / 38.16861° пн. ш. 97.10417° зх. д. (38.168683, -97.104204).  За даними Бюро перепису населення США в 2010 році місто мало площу 3,46 км², уся площа — суходіл.

### Клімат
| Клімат : Пібоді                                        | Клімат : Пібоді | Клімат : Пібоді | Клімат : Пібоді | Клімат : Пібоді | Клімат : Пібоді | Клімат : Пібоді | Клімат : Пібоді | Клімат : Пібоді | Клімат : Пібоді | Клімат : Пібоді | Клімат : Пібоді | Клімат : Пібоді | Клімат : Пібоді |
| Показник                                               | Січ.            | Лют.            | Бер.            | Квіт.           | Трав.           | Черв.           | Лип.            | Серп.           | Вер.            | Жовт.           | Лист.           | Груд.           | Рік             |
| Абсолютний максимум, °C                                | 24,4            | 27,8            | 32,8            | 35,0            | 38,3            | 44,4            | 46,1            | 43,9            | 42,8            | 36,1            | 31,1            | 25,6            | 46,1            |
| Середній максимум, °C                                  | 5,0             | 8,9             | 15,0            | 20,6            | 25,0            | 30,0            | 33,3            | 32,8            | 27,8            | 21,7            | 12,8            | 6,7             | 20,0            |
| Середній мінімум, °C                                   | −7,2            | −4,4            | 1,1             | 6,7             | 11,7            | 17,2            | 20,0            | 18,9            | 14,4            | 7,8             | 0,6             | −5              | 6,9             |
| Абсолютний мінімум, °C                                 | −27,2           | −28,9           | −21,1           | −11,1           | −2,8            | 4,4             | 7,2             | 7,2             | −4,4            | −12,2           | −22,8           | −30             | −30             |
| Норма опадів, мм                                       | 21              | 24              | 64              | 72              | 118             | 114             | 96              | 85              | 82              | 64              | 55              | 27              | 822             |
| ------------------------------------------------------ | --------------- | --------------- | --------------- | --------------- | --------------- | --------------- | --------------- | --------------- | --------------- | --------------- | --------------- | --------------- | --------------- |
| Джерело: The Weather Channel; National Weather Service |                 |                 |                 |                 |                 |                 |                 |                 |                 |                 |                 |                 |                 |

## Демографія
Згідно з переписом 2010 року, у місті мешкало 1210 осіб у 478 домогосподарствах у складі 299 родин. Густота населення становила 349 осіб/км².  Було 566 помешкань (163/км²).
Расовий склад населення:
| - 93,2 % — білих - 1,6 % — чорних або афроамериканців - 1,2 % — корінних американців - 0,2 % — азіатів - 0,1 % — вихідців з тихоокеанських островів |

До двох чи більше рас належало 2,8 %. Частка іспаномовних становила 3,3 % від усіх жителів.
За віковим діапазоном населення розподілялося таким чином: 22,2 % — особи молодші 18 років, 56,0 % — особи у віці 18—64 років, 21,8 % — особи у віці 65 років та старші. Медіана віку мешканця становила 45,8 року. На 100 осіб жіночої статі у місті припадало 101,3 чоловіків;  на 100 жінок у віці від 18 років та старших — 95,2 чоловіків також старших 18 років.
Середній дохід на одне домашнє господарство  становив 37 585 доларів США (медіана — 31 250), а середній дохід на одну сім'ю — 47 707 доларів (медіана — 45 147). За межею бідності перебувало 16,9 % осіб, у тому числі 13,5 % дітей у віці до 18 років та 7,2 % осіб у віці 65 років та старших.
Цивільне працевлаштоване населення становило 505 осіб. Основні галузі зайнятості: освіта, охорона здоров'я та соціальна допомога — 32,9 %, виробництво — 19,0 %, роздрібна торгівля — 15,0 %.